# Eve no Jikan
Eve no Jikan (jap. イヴの時間), im Untertitel auch Time of Eve genannt, ist ein sechsteiliger Web-Anime von Regisseur Yasuhiro Yoshiura aus den Jahren 2008 und 2009. Von Studio Rikka animiert und Directions produziert, setzt sich der Anime mit den Asimovschen Gesetzen und der Diskriminierung von empfindungsfähigen Androiden auseinander. Die Serie ist 2010 als Kinofilm, Light Novel und Manga umgesetzt worden.

## Handlung
In einer nicht sehr weit entfernten Zukunft befinden sich Androiden im allgegenwärtigen Gebrauch. Sie werden dabei von den Menschen als gegeben angesehen und wie gewöhnliche Werkzeuge behandelt. Dennoch fühlen sich einige Menschen zu diesen Androiden hingezogen, die ein menschliches Aussehen besitzen und sich nur durch einen über ihren Kopf projizierten Ring, der zugleich ihre Aktivität farblich symbolisiert, unterscheiden. Dies wurde als ein soziales Problem angesehen. In öffentlichen Kampagnen werden die Androiden immer wieder diskriminiert, obwohl sie gleichzeitig zum gesellschaftlichen Wohlstand beitragen und für eine Erhöhung der Produktionskapazitäten sorgen.
Protagonist Rikuo (リクオ) wurde in dieser Welt geboren und sieht die Roboter als vollkommen normal an. Eines Tages analysiert er die Aufenthaltsorte von Sammy (サミィ), ein weiblich aussehender und sich um den Haushalt kümmernden Androiden. Dabei entdeckt er in den Aufzeichnungen des Logbuches einen ungewöhnlichen Eintrag: „Are you enyoing the Time of Eve?“ Zusammen mit seinem Schulfreund Masaki (マサキ) verfolgt er die Spuren von Sammy und stößt dabei auf das versteckte Café The Time of Eve. Nagi (ナギ), die Bedienung, empfängt die beiden und erklärt ihnen die Regeln des Cafés. Die wichtigste Grundregel besagt, dass es keine Diskriminierung zwischen Robotern und Menschen gibt. Alle anwesenden Androiden tragen nicht ihren Ring, sodass sie nicht von Menschen unterscheidbar sind. Des Weiteren lässt die Tür immer nur ein oder zwei Gäste auf einmal aus dem Lokal, bevor sie für zwei Minuten geschlossen bleibt, sodass eine Verfolgung von Gästen ausgeschlossen ist.
Die ersten drei Folgen beobachten Rikuo bei seinen Konversationen mit den Stammgästen den Cafés, wobei er sich die meiste Zeit mit Masaki unterhält. Innerhalb des Cafés lernt er die quirlige Akiko (アキコ), das Kind Chie (チエ) und ihren älteren Aufpasser Shimei (シメイ), das Liebespaar Koji (コージ) und Rina (リナ) und weitere Gäste kennen. Die Gespräche greifen dabei immer wieder auf die von Isaac Asimov aufgestellten Robotergesetze zurück und gelangen zu verschiedensten Interpretationen, die teilweise große Lücken innerhalb dieser Regeln aufzeigen. Denn trotz dieser Regeln beginnen die Roboter immer unabhängiger zu agieren, wobei sie sich im Rahmen der Auslegung dieser drei Regeln bewegen und gleichzeitig ihre Motivation in diesen Gesetzen sehen. So darf Sammy beispielsweise ihren Aufenthaltsort verschweigen oder sogar lügen, da dies nicht durch die Gesetze geregelt ist und fügt damit ein für Menschen typisches Element zu ihrer Persönlichkeit hinzu.
In der vierten Folge befinden sich zunächst Rikuo und Masaki als einzige Gäste in dem Café und wundern sich über die unerwartete Stille. Unerwartet betritt ein veralteter Android, der noch vollständig wie ein nackter Roboter aussieht und nicht wie die neueren Modelle äußerlich einem Menschen ähnelt, das Lokal. Dieser besitzt zahlreiche Funktionsstörungen, die von den beiden teilweise als amüsant, aber gleichzeitig auch als erschreckend empfunden werden. Insbesondere fällt es ihnen schwer, ihn wegen seiner Erscheinung wie einen gleichwertigen Gast zu behandeln. Im Laufe kurioser Gespräche, in denen sich Rikuo und Masaki immer weiter in Lügen verstricken, und durch das Auftauchen von Chie, die sich als Katze ausgibt, kommt es zu verstärkten Verwirrungen und Funktionsstörungen beim Androiden. Letztlich finden sie heraus, dass der Android nicht wie vorgesehen nach der Beendigung seiner Aufgabe als Aufziehhilfe eines Kindes entsorgt wurde, sondern lediglich sein Name und ein Großteil seiner Erinnerungen gelöscht wurden. Als sich die Fehler in seiner Logik immer weiter verstärken, kollabiert der namenlose Android in den Armen von Nagi und „stirbt“.

## Entstehung und Veröffentlichungen
Die Idee zu dem Web-Anime stammt von Regisseur Yasuhiro Yoshiura, der nicht nur die Produktion leitete, sondern auch das Drehbuch schrieb. Das Character-Design wurde von Ryūsuke Chayama entworfen, der sich im weiteren Verlauf als Leiter der Schlüsselbildanimation beschäftigte. Die Musik wurde von Tohru Okada komponiert und arrangiert. Als Produzent wird Tom Nagae genannt.
Für die Animation zeichnet Studio Rikka verantwortlich, das mit Code und Wish zusammenarbeitete. Directions übernahm die Vermarktung. Erstmals wurden Ausschnitte des Web-Anime auf Streaming-Angebot von Yahoo! Japan am 21. März 2008 gezeigt, war auch durch Mobiltelefone von SoftBank mobile abrufbar und wurde auf der Tōkyō Kokusai Anime Fair vorgestellt. Auf der Anime Fair wurde die erste Folge act01:AKIKO in drei Vorstellungen vom 27. bis 30. März 2008 erstmals präsentiert. Eine weitere Vorstellung erfolgte auf der Japan Expo in Paris am 3. bis 6. Juli des Jahres.
Seit dem 1. August 2008 wurde die Serie auf der eigenen Website timeofeve.com als Stream angeboten. Bald darauf folgte eine Fassung mit englischen Untertiteln durch Crunchyroll und eine Übersetzung ins Französische durch das in Belgien ansässige Unternehmen Dybex. Die ersten drei Teile wurden im Dezember 2008 ebenfalls auf der Website von MTV Italia gestreamt. Die sechste und vorerst letzte Folge wurde am 19. September 2009 veröffentlicht. Sie war mit 28 Minuten deutlich länger als die restlichen Folgen.
Die Serie wurde in Japan vom 10. Januar bis zum 31. Oktober 2009 auf sechs einzelne DVDs veröffentlicht. Am 28. Juli 2010 erschienen diese auf einer DVD zusammen als auch in einer Blu-Ray-Fassung.

### Episodenliste
| Folge               | Stream             | DVD              |
| ------------------- | ------------------ | ---------------- |
| act01:AKIKO         | 31. Juli 2008      | 10. Januar 2009  |
| act02:SAMMY         | 2. Oktober 2008    | 10. Januar 2009  |
| act03:KOJI & RINA   | 1. Dezember 2008   | 10. April 2009   |
| act04:NAMELESS      | 1. Mai 2009        | 10. Juni 2009    |
| act05:CHIE & SHIMEI | 1. Juli 2009       | 10. August 2009  |
| act06:MASAKI        | 19. September 2009 | 31. Oktober 2009 |

### Synchronisation
| Rolle        | japanischer Sprecher (Seiyū) |
| ------------ | ---------------------------- |
| Rikuo        | Jun Fukuyama                 |
| Masaki       | Kenji Nojima                 |
| Sammy        | Rie Tanaka                   |
| Nagi         | Rina Sato                    |
| Akiko        | Yukana                       |
| Koji         | Michio Nakao                 |
| Rina         | Miki Itō                     |
| Shimei       | Motomu Kiyokawa              |
| Chie         | Miyuki Sawashiro             |
| Setoro       | Tomokazu Sugita              |
| Naoko        | Yūko Mizutani                |
| Dr. Ashimori | Yuriko Yamaguchi             |

## Kinofilm
Nach einer Ankündigung im Mai 2009 wurde am 4. November 2009 bekannt gegeben, dass die Serie als Kinofilm mit zusätzlichen neuen Szenen umgesetzt wird. Unter dem Titel Time of Eve the Movie: First Season Complete Edition wird dieser am 6. März 2010 in Tokio und Osaka anlaufen.

## Weitere Umsetzungen
Am 5. Februar 2010 wurde in der 4. Ausgabe des Manga-Magazins Young Gangan angekündigt, dass Yūki Ōta einen auf die Animeserie basierenden Manga zeichnen wird, der in der kommenden Ausgabe des Magazins am 19. Februar 2010 starten wird.
| Band | Veröffentlichung (Japan) | ISBN (Japan)           |
| ---- | ------------------------ | ---------------------- |
| 1    | 25. Sep. 2010            | ISBN 978-4-75-753011-9 |
| 2    | 25. Juli 2011            | ISBN 978-4-75-753303-5 |
| 3    | 25. Apr. 2012            | ISBN 978-4-75-753574-9 |

Am 18. März 2010 erschien Time of Eve: Another Act, eine Umsetzung als Light Novel von Kei Mizuichi mit Illustrationen des Character-Designers der Serie, Ryūsuke Chayama.
| Band | Veröffentlichung (Japan) | ISBN (Japan)           |
| ---- | ------------------------ | ---------------------- |
| 1    | 16. März 2010            | ISBN 978-4-09-451193-2 |